# 넨도

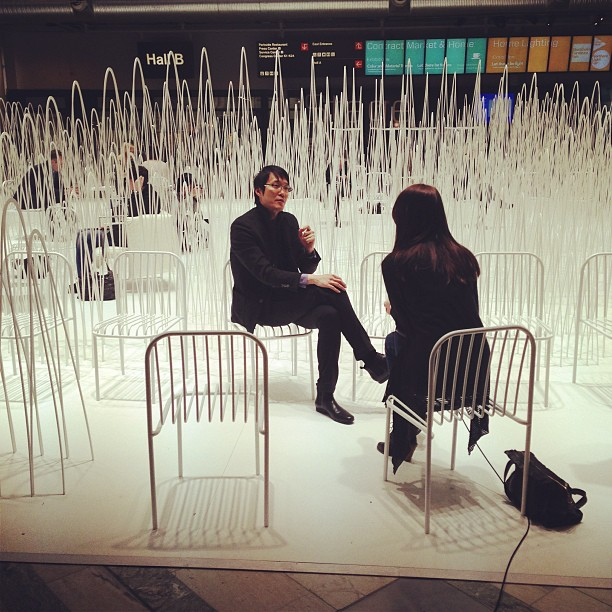
인터뷰 중인 오키 사토(왼쪽)

넨도(Nendo)는 2002년 사토 오키가 설립한 일본의 디자인 기업이다. 전 세계적으로 디자인 프로젝트를 진행하고 있다. 첫 번째 사무실은 도쿄에 위치했다. 2005년에는 밀라노에 두 번째 사무소가 설립되었다. 이 회사는 수많은 브랜드와 협력하고 있으며 17년의 설립 기간 동안 여러 상을 수상했다. 넨도는 일본과 스칸디나비아 미학의 미묘한 영향을 받은 단순하고 미니멀한 디자인으로 유명하다. 현재의 CEO는 사토 오키, COO는 아키히로 이토, CFO는 타카키 하마이다.
넨도의 창업자는 일본의 디자이너 사토 오키이다. 1977년 캐나다 토론토에서 태어났다. 25세였던 2002년에 도쿄 와세다대학교 건축학 석사 학위를 취득하고 같은 해 도쿄에 '넨도' 회사를 설립했다. 사토는 또한 여러 인터뷰에서 미야케 이세이와의 만남이 그와 넨도의 작업에 큰 영향을 미쳤다고 밝혔다.

## 저명한 프로젝트
- 근대미술관 (뉴욕)
- 파리 장식미술관
- 쿠퍼 휴이트 스미스소니언 디자인 박물관
- 몬트리올 미술관
- 이스라엘 박물관
- 빅토리아 앨버트 박물관
- 퐁피두 센터
- 시카고 미술관
- 로스앤젤레스 카운티 미술관
- 덴버 미술관
- 필라델피아 미술관
- 21 21 DESIGN SIGHT
- 휴스턴 미술관
- 빅토리아 국립미술관